# Rannajõe
Rannajõe – wieś w Estonii, w prowincji Lääne, w gminie Lääne-Nigula.